# 紫辉尾蜂鸟
紫辉尾蜂鸟（学名：Metallura tyrianthina），是雨燕目蜂鸟科的一种鸟类。
紫辉尾蜂鸟体重约3.8克，翼长约54.2毫米，嘴峰长约16.5毫米，喙宽度约2.1毫米，喙厚度约1.7毫米，跗蹠长约5.3毫米，尾长约37.8毫米。紫辉尾蜂鸟在其分布区内为留鸟，其栖息在密集的高大树木组成的森林中，食性为草食性，主要食物来源是植物的花蜜。

## 亚种
- ：分布于圣玛尔塔内华达山脉和佩里哈山脉。
- ：分布于委内瑞拉北部的沿海山区。
- ：分布于委内瑞拉西部的安第斯山脉地区。
- ：分布于哥伦比亚、委内瑞拉塔奇拉州、厄瓜多尔和秘鲁北部的安第斯山脉地区。
- ：分布于厄瓜多尔西北部的安第斯山脉地区。
- ：分布于秘鲁北部马拉尼翁河以西的安第斯山脉地区。
- ：分布于秘鲁东部和玻利维亚北部的安第斯山脉地区。[4]